# Parastictococcus hargreavesi
Parastictococcus hargreavesi är en insektsart som först beskrevs av Albert Vayssière 1936.  Parastictococcus hargreavesi ingår i släktet Parastictococcus och familjen Stictococcidae. Inga underarter finns listade i Catalogue of Life.